# 北八番丁児童相談所前停留場
北八番丁児童相談所前停留場（きたはちばんちょうじどうそうだんじょまえていりゅうじょう）は、かつて宮城県仙台市（現在の同市青葉区）堤通雨宮町にあった仙台市交通局（仙台市電）北仙台線の停留場である。

## 概要
勾当台通と北八番丁通りとの交点付近に位置していた。

## 歴史
- 1937年（昭和12年）10月26日：北仙台線全線開通により開業
- 1969年（昭和44年）4月1日：北仙台線廃止により廃駅

## 駅周辺
- 宮城県仙台合同庁舎

## 隣の駅
仙台市電
北仙台線
北六番丁電波監理局前停留場 - 北八番丁児童相談所前停留場 - 堤通停留場